# کریس رایت (بازیکن بسکتبال)
کریس رایت (انگلیسی: Chris Wright؛ زادهٔ ۴ نوامبر ۱۹۸۹) بازیکن بسکتبال اهل ایالات متحده آمریکا است.
از باشگاه‌هایی که در آن بازی کرده‌است می‌توان به باشگاه بسکتبال پالاسانسترو وارزه و دالاس ماوریکس اشاره کرد.